# مصطاي
مصطاي إحدى قرى مركز قويسنا التابع لمحافظة المنوفية في جمهورية مصر العربية.

## التاريخ
أكّد مسح أثري قامت به كلية الآداب بجامعة المنوفية عام 1990، أن قرية مصطاي الحالية تقع في موقع مدينة «مسد» الفرعونية، والتي ورد اسمها على آثار من عصور مختلفة، كما في قائمة القاعة (أ) للملك تحتمس الثالث بمعبد الكرنك، كما ورد اسمها على لوحة الملك بعنخي. وقد تمتعت المدينة بمكانة اقتصادية وسياسية بسبب موقعها المتميز، كما لعبت دورا في صد الغزو النوبي لمصر.
وتوصل عالم المصريات إدجار، إلى أنه كان بالمدينة معبد للإله جحوتي، وعثر بتل أم حرب بجنوب القرية على أوان فخارية تستخدم لتخزين الغلال، ومقبرة ترجع للعهد الصاوي أو البطلمي، وتوابيت فخارية ترجع للأسرتين التاسعة عشر والعشرين وتماثيل جنائزية، وآثار تحمل أسماء عدد من ملوك مصر منهم رمسيس الثاني ومرنبتاح ورمسيس الثالث وشيشنق الأول، وتمثال صغير من اللازورد وأخر من المرمر من الأسرة التاسعة عشر محفوظان في متحف اللوفر، وتمثال قرد محفوظ بالمتحف المصري.

## السكان
بلغ عدد سكان مصطاي 14,159 نسمة، حسب الإحصاء الرسمي لعام 2006.